# خانواده ثروتمند (فیلم)
خانواده ثروتمند 
(به تلوگویی: Kalavari Samsaram) فیلمی محصول سال ۱۹۸۲ و به کارگردانی کی اس رامی ردی است. در این فیلم بازیگرانی همچون کریشنا، سری دوی ایفای نقش کرده‌اند.